# NGC 2093
NGC 2093 (również ESO 57-SC23) – gromada otwarta, znajdująca się w gwiazdozbiorze Złotej Ryby. Gromada należy do Wielkiego Obłoku Magellana. Odkrył ją James Dunlop w 1826 roku, niezależnie odkrył ją John Herschel 30 grudnia 1836 roku.